# Histoire des amérindiens en Abitibi-Témiscamingue
 (mai 2013).
 (mai 2013).
Si vous disposez d'ouvrages ou d'articles de référence ou si vous connaissez des sites web de qualité traitant du thème abordé ici, merci de compléter l'article en donnant les références utiles à sa vérifiabilité et en les liant à la section « Notes et références ».
 (mai 2013).
- Si vous ne connaissez pas le sujet, laissez ce bandeau (vous pouvez alors contacter les auteurs).
- Si vous supprimez le contenu mis en cause (vous pouvez préalablement contacter les auteurs),

argumentez précisément cette suppression dans la page de discussion
(un manque de référence n'est pas un argument ; une recherche réelle de référence doit avoir été effectuée, être formellement documentée).
Les autochtones amérindiens habitent les terres de l’Abitibi-Témiscamingue depuis plus de 8 000 ans. On compte aujourd’hui dans cette région, 4 communautés et 3 établissements algonquines. Cet article traite surtout des premières activités autochtones dans la région, et des impacts suivant l’arrivée des Européens. Finalement, un portrait actuel des premières nations en Abitibi-Témiscamingue sera dressé.

## Début des activités humaines autochtones en Abitibi-Témiscamingue

### Les Algonquins: Premiers occupants de la région
La première présence humaine continue constatée, en Abitibi-Témiscamingue, date de 6 000 ans. Les Anicinape (ou Anishnaabe) ont occupé le territoire dès que les glaciers se sont retirés. Les bandes vivent sur des territoires de trappe hivernale et des lieux de rencontre estivale sur le vaste territoire de la région. Ils se nourrissent majoritairement de gibier, dont lièvre, caribou, castor et ours. Environ 2 900 ans avant aujourd’hui, grâce au climat plus doux et à l’environnement plus favorable, une augmentation de la population se fait sentir. Une centaine d’années plus tard, des groupes d’Iroquoiens des Grands Lacs mettent en place un réseau d’échange. On observe alors une modification graduelle du mode de vie des autochtones, désormais semi-sédentaires.

### Les Témiscamingues et les Abitibis

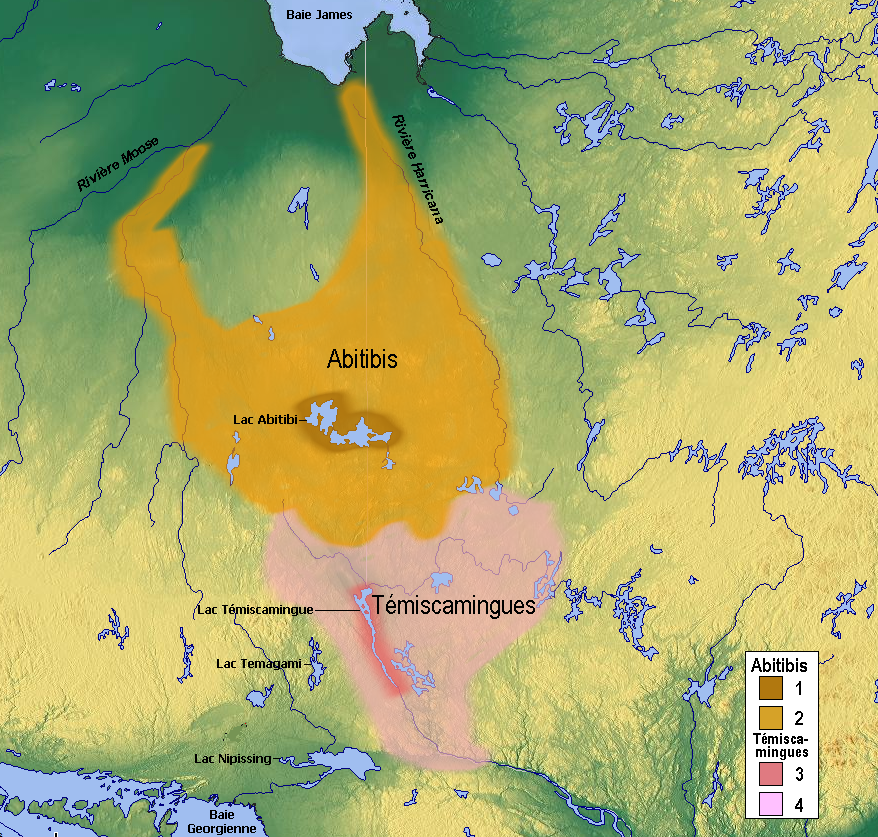
Abitibis et Témiscamingues

Au XVIIe siècle, on peut observer deux principaux groupes Algonquiens, soit les Témiscamingues et les Abitibis, qui entretiennent des liens entre eux. Les Témiscamingues occupent principalement le territoire autour du Lac Témiscamingue et Kipawa tandis que les Abitibis occupent le vaste territoire entre le lac Abitibi et la Rivière Harricana. Des recherches archéologiques démontrent que ces deux groupes, par leur culture matérielle, ont très bien su s’adapter à leur environnement. En effet, ceux-ci construisaient des outils avec, entre autres, des pierres et des os, afin de faciliter leur activité de chasse et pêche, la fabrication de leurs habitations et la confection de leurs vêtements. 
Les Abitibis (Algonquins-Cris) et les Témiscamingues (Algonquins) au XVIIe siècle.
1. Territoire d'occupation des Abitibis (Abitibiwinnik - les gens du lac Abitibi)
2. Territoire d'exploitation des Abitibis (Abitibiwinnik - les gens du lac Abitibi)
3. Territoire d'occupation des Témiscamingues
4. Territoire d'exploitation des Témiscamingues

Le territoire d’occupation définit l’endroit occupé par ces peuples tandis que le territoire d’exploitation constitue un environnement plus vaste, où ceux-ci pratiquent leurs activités (chasse, pêche, etc.)

## Cohabitation entre blancs et autochtones

### Commerce des fourrures
Au milieu du XVIIe siècle, des missionnaires, aux valeurs et au mode de vie très différents des deux groupes d'Algonquiens, surgissent en Abitibi-Témiscamingue, et vont, avec l'objectif et le désir d’évangéliser ces peuples, cohabiter avec eux pendant près d’un siècle. Pour établir des liens commerciaux avec la Nouvelle-France, les autochtones développent le commerce des fourrures. Le premier poste de traite est alors établi sur une péninsule du lac Abitibi et une seconde quelques années plus tard, en 1679, près du Lac Témiscamingue.

### De la cohabitation à  l’assimilation
Cependant, l’exploitation forestière et l’occupation des terres par les colons finissent par bouleverser le mode de vie des Algonquins de la région.  Considérant désormais ces autochtones comme des problèmes de société, le gouvernement fédéral décide, en 1851, de les sédentariser en les confinant dans des réserves, afin de mieux les assimiler. Ceci occasionne, en 1853, la création de la première réserve, la réserve Timiskaming. Cependant, les limites de cette réserve se voient constamment diminuées, notamment à cause de la création de la paroisse de Nédelec en 1909. Cet envahissement oblige alors les Algonquins à se regrouper de manière permanente dans les différentes réserves de la région (Timiskaming et Kebaowek) ou dans les différents autres établissements (Winneway et Hunter's Point). Toujours dans le but de les assimiler, le gouvernement fédéral rend obligatoire l’éducation des autochtones de la province. En 1950, un pensionnat indien à St-Marc-de-Figuery près d’Amos est construit. Il s’agit d’une atteinte de plus à la liberté des autochtones. Et pourtant, on leur avait promis ceci : « Les lois formeront comme un mur de protection autour de vos droits et de tout ce qui vous appartient. Si quiconque ose briser ce mur pour vous attaquer ou pour vous faire du mal, le poids des lois s’abattra sur lui comme une masse pour châtier son insoumission » (Jonathan Belcher, Gouverneur de la Nouvelle-Écosse, 1761). Finalement, quelques années plus tard, la réserve de Pikogan, la réserve du Lac-Simon et l’établissement de Kitcisakik sont créés.»

## Situation actuelle

### Occupation du territoire
En regard d’une étude faite par le ministère des Affaires indiennes en 2007, les autochtones représentent 4 % de la population régionale, et 53 % d’entre eux sont localisés en terre témiscamienne. Les communautés où l’on dénombre les plus grosses populations sont les réserves de Timiskaming et du lac Simon. Le Canada compte onze communautés algonquines et sur ces onze communautés, sept se trouvent dans la région de l’Abitibi-Témiscamingue. Sur le plan de l’identité, la ville de Val d’or compte le plus grand nombre de personnes de descendance autochtone, avec 805 individus recensés. La ville de Rouyn-Noranda suit de très près avec 765 personnes ayant des origines autochtone.

### La langue et le portait des familles
La population des premières nations de la région est relativement jeune puisque les moins de 15 ans composent le tiers de celle-ci tandis que les 65 ans et plus n’en composent que 5 %.  En 2006, on a relevé 720 familles autochtones réparties dans les six réserves et établissements de l’Abitibi-Témiscamingue. Sur ces 720 familles, plus de 80 % compte un ou plusieurs enfants. En ce qui concerne la langue maternelle des gens autochtones, plus 6 300 personnes disent avoir appris l’anglais ou le français. De ces deux langues officielles, c’est néanmoins le français qui est majoritairement parlé par les membres des Premières Nations, soit à 46 %.  Cependant, un peu moins d’un tiers de ces individus affirment parler l’algonquin, l’atikamekw, le cri ou le montagnaisnaski. Il faut cependant préciser que seulement 385 personnes sur 1 710 parlent l’une de ces langues à la maison.
On retrouve, à ce jour, 6 530 personnes à l’identité autochtones dans la région. On peut constater une nette amélioration des conditions de vie de ceux-ci.

### Ouvrages
- Côté Marc et Gaétan L. Lessard, Traces du passé, Image du présent, Rouyn-Noranda, Cégep-Éditeur, 1993, 213 p.
- Direction régionale de l’Abitibi-Témiscamingue, L’occupation amérindienne en Abitibi-Témiscamingue, Québec, Ministère des Affaires culturelles-pages= 57, 1984
- Benoit-Beaudry Gourd, L’Abitibi-Témiscamingue, Québec, Les Éditions de l’IQRC, 1950, 196 p.

### Articles
- Lili, Germain (2009). Les première Nations, Rouyn-Noranda, Observation de l’Abitibi-Témiscamingue, 4 p.

### Documentaire
- Desjardins, Richard (2007). « Le peuple invisible » [Documentaire] dans Colette Loumède, producteur, ONF, 1 h 33 min.